# フタアシトカゲ科
フタアシトカゲ科（Dibamidae）は有鱗目の科。長く円筒形の胴体をもち、手足の明らかな欠如が特徴。メスは完全に脚がなく、オスは小さな後脚のみがあり、交尾の際にパートナーを掴む。しっかりと融合した頭蓋骨を持ち、翼状の歯と外耳を欠く。 目は大きく縮小し、鱗で覆われている。
小さな虫食性のトカゲであり、長く、細い体は地中を掘り進むのに適応している。通常は、他の多くの爬虫類に典型的な革状の殻ではなく、硬く石灰化した殻を持つ卵を1つ産む。
2属があり、Dibamus属は23種が東南アジア、インドネシア、フィリピン、ニューギニア西部に生息し、単型のAnelytropsis属はメキシコに生息する。最近の系統解析からは、フタアシトカゲ科は他の全てのトカゲ・ヘビと姉妹群を成すか、またはヤモリ下目と最も近縁でこの2群のクレードが他の有鱗類とクレードを成す。漸新世のモンゴルで見つかっているHoeckosaurusは本科唯一の化石記録である。

## 種
AnelytropsisとDibamusの2属がある。 Reptile Databaseによると、Anelytropsisは単型であり、Dibamusには23種が含まれる。
- Anelytropsis属[12]
  - Anelytropsis papillosus
- Dibamus属[13]
  - Dibamus alfredi
  - Dibamus bogadeki
  - Dibamus booliati
  - Dibamus bourreti
  - Dibamus celebensis
  - Dibamus dalaiensis
  - Dibamus deharvengi
  - Dibamus dezwaani
  - Dibamus floweri
  - Dibamus greeri
  - Dibamus ingeri
  - Dibamus kondaoensis
  - Dibamus leucurus
  - Dibamus montanus
  - Dibamus nicobaricum
  - Dibamus novaeguineae
  - Dibamus seramensis
  - Dibamus smithi
  - Dibamus somsaki
  - Dibamus taylori
  - Dibamus tebal
  - Dibamus tiomanensis
  - Dibamus vorisi

モンゴル中央部のValley of Lakesから産出した漸新世前期の化石の記載から、絶滅した単型の属Hoeckosaurusが最近提唱されている。
- Hoeckosaurus mongoliensis